# Хокејашки савез Чешке
Хокејашки савез Чешке, ЧСЛХ (чеш. Český svaz ledního hokeje, ČSLH) кровна је спортска организација задужена за професионални и аматерски хокеј на леду на подручју Чешке.
Један је од четири Савеза који су учествовали у оснивању Међународне хокејашке федерације 1908. године. Седиште Савеза налази се у Прагу.

## Историја
Зачетником хокеја на леду у чешкој сматра се професор Карловог универзитета у Прагу Ј. Грус који је први превео правила хокејашке игре на чешки језик. У лето 1908. у Прагу су већ основани и први хокејашки клубови, а на иницијативу професора Груса и челника прашке Спарте Емила Проказке кренуло се оснивање националног савеза. Оснивачка скупштина одржана је у Прагу 6. новембра 1908, а Савез је и формално основан 11. децембра 1908. године (под именом Бохемије). 
Непосредно после оснивачке скупштине Савеза, делегати ЧСЛХ-а су учествовали на оснивачкој скупштини Међународне хокејашке федерације у Шамонију (15. новембра). Одмах по оснивању савеза кренуле су и интензивне активности у сврху промоције саме игре у земљи, те обезбеђивање потребних финансијских средстава за међународне турнире. Тако је у оквиру припрема за Европско првенство 1911. у Прагу гостовала екипа Оксфорд канадијанса, у то време најјачи тим у Европи, и екипа која је уједно представљала репрезентацију Велике Британије. 
По оснивању заједничке државе са Словачком, ингеренције Савеза пренесене су на подручје обе земље, односно формиран је јединствени Чехословачки хокејашки савез (чеш. Československý svaz hokejový, ČSSH). Међутим јединствена хокејашка лига у којој су играли клубови из целе земље успостављена је тек 1931. године. Исте године, 17. јануара у Прагу је отворен први терен са вештачким ледом. Додатни ветар у леђа хокеју у земљи уследио је након освајања титуле европског првака 1933. чији је Праг био домаћин. 
Златно доба чехословачког хокеја наступило је непосредно по окончању Другог светског рата. Национална репрезентација је постала светски првак 1947. и 1949, а на ЗОИ 1948. освојена је сребрна медаља. Велики ударац национална репрезентација доживела је у новембру 1948. када је у авионској несрећи страдало 5 играча.
Већ до 1950. широм земље постојало је 12 подлога са вештачким ледом, а прва затворена ледена дворана отворена је у Острави 1955. године. 
Распадом Чехословачке 1992. престаје да постоји и ЧССХ, а све ингеренције прелазе на новоосновани Савез хокеја на леду Чешке Републике.

## Такмичења
Чешки хокејашки савез је задужен за промоцију и организовање такмичења разних старосних категорија у земљи, те за координисање рада свих националних селекција у међународним такмичењима. 
Најважније клупско хокејашко такмичење у земљи је Екстралига коју чини 14 клубова. Лига је професионалног карактера и функционише као деоничко друштво, а национални савез задужен је за регулацију правила и делегирање судија. У садашњем формату игра се од 1993. године и наследила је дотадашњу Чехословачку екстралигу. 
Савез организује такмичења у два нижа лигашка полупрофесионална такмичења: у Првој и Другој лиги.
Мушка сениорска репрезентација под садашњим именом наступа од 1993. и сматра се правним наследником некадашње Чехословачке репрезентације. Репрезентација је свој први међународни меч одиграла у Шамонију 23. јануара 1909. против селекције Француске (и изгубила са 1:8). Први меч на европским првенствима одиграли су у Берлину 15. фебруара 1911. против селекције Швајцарске (победа од 13:0), док је деби на светским првенствима имала 24. априла 1920. у Антверпену против селекције Канаде (пораз од 0:15). 
Женска сениорска репрезентација део је међународне сцене од 1988. године. Под окриљем Савеза делују и репрезентације у млађим узрасним категоријама у обе конкуренције, те селекција у инлајн хокеју. 

## Савез у бројкама
Према подацима ИИХФ за 2013. на подручју под ингеренцијом Чешког савеза регистрована су укупно 107.722 играча, односно 84.513 играча у сениорској (82.003 мушкарца и 2.510 жена) и 23.209 у јуниорској конкуренцији. Судисјку лиценцу националног савеза поседовало је 206 арбитара.
Хокејашку инфраструктуру која је у одличном стању чини 158 затворених и 23 отворена терена стандардних димензија. Највеће дворане налазе се у Прагу, Кладном, Јихлави и Пардубицама.